# Staňkovský Rybník
Staňkovský Rybník är en sjö i Tjeckien.   Den ligger i regionen Södra Böhmen, i den centrala delen av landet, 130 km söder om huvudstaden Prag. Staňkovský Rybník ligger 471 meter över havet. Arean är 1,3 kvadratkilometer. I omgivningarna runt Staňkovský Rybník växer i huvudsak blandskog. Den sträcker sig 3,0 kilometer i nord-sydlig riktning, och 1,5 kilometer i öst-västlig riktning.
Följande samhällen ligger vid Staňkovský Rybník:
- Staňkov (236 invånare)